# Assunta Legnanteová
Assunta Legnanteová (italsky Assunta Legnante, * 14. května 1978, Neapol) je italská atletka, závodící ve vrhu koulí. Po ztrátě zraku se účastní soutěží zdravotně postižených sportovců včetně paralympijských her. Je paralympijskou vítězkou z her 2012 v Londýně.
Od narození trpěla glaukomem, přesto se věnovala úspěšně atletické kariéře. V roce 2002 obsadila druhé místo na halovém mistrovství Evropy, o pět let později se na šampionátu v Birminghamu stala mistryní Evropy. Její osobní rekord je 19,04 metru a je zároveň italským národním rekordem. Zúčastnila se dvakrát mistrovství světa v atletice, nejlépe se umístila na osmé příčce.
Olympijských her v Aténách v roce 2004 se zúčastnit nemohla kvůli zdravotním problémům s očima. O čtyři roky v Pekingu obsadila v kvalifikaci 19. místo a do finále nepostoupila.
V srpnu 2009 došlo k rapidnímu zhoršení její oční choroby. Téměř naráz ztratila zrak v pravém oku, v březnu 2012 ale podstoupila po potížích se sítnicí neúspěšnou operaci šedého zákalu v levém oku a ztratila zrak zcela.
V květnu se kvalifikovala na Letní paralympijské hry 2012 do Londýna tím, že vyhrála národní soutěž zdravotně postižených novým světovým rekordem ve své třídě F11 (13,27 m). Později na Memoriálu Prima Nebiola vylepšila svůj výkon na nový světový rekord 15,22 m. Na paralympijských hrách v září Legnanteová vyhrála soutěž sloučených kategorií F11 a F12 výkonem 16,74 m, kterým opět překonala světový rekord.
O svém postižení říká: „Stanou se i horší věci. Oči mého přítele Andrey jsou teď mýma očima.“